# Општина Владила (Олт)
Владила (рум. Vlădila) општина је у Румунији у округу Олт.
Oпштина се налази на надморској висини од 85 m.